# Gang Bing
Gang Bing (a veces escrito como 刚秉/剛秉, Gāng Bǐng, también conocido como 刚铁/剛鐵, Gāng Tiě) fue un general y eunuco chino que sirvió bajo el emperador Yongle de la dinastía Ming.

## Auto castración
Gang Bing es más notable por su acto de autocastración como muestra de lealtad a su emperador. Sirvió bajo el emperador Yongle, el tercer emperador de la dinastía Ming que gobernó China desde 1402 hasta 1424. Los relatos históricos describen a Gang Bing como el general favorito del emperador. Debido a esto, el emperador Yongle puso a Gang Bing a cargo del palacio en Pekín mientras él partía para una expedición de caza.
En este punto, la intriga política dentro de los muros de la Ciudad Prohibida obligó a Gang Bing a tomar una decisión drástica. El emperador Yongle poseía un gran harén de concubinas; el contacto carnal con una concubina por parte de alguien que no fuera el emperador era una ofensa grave. Temiendo que sus rivales dentro de palacio lo acusaran de conductas sexuales inapropiadas con una de las 73 concubinas imperiales, Gang Bing decidió ejecutar un terrible plan la noche antes de que el emperador partiera de viaje: se cortó su propio pene y testículos con un cuchillo. Luego, el general colocó sus órganos amputados en una bolsa debajo de la silla del caballo del emperador. 
Como temía, cuando el Emperador Yongle regresó de su cacería, uno de los ministros del emperador informó que Gang Bing había tenido relaciones inapropiadas dentro del harén imperial. Cuando fue acusado de mala conducta, Gang Bing ordenó que se recuperara la silla del emperador y solicitó que el emperador buscara dentro de la bolsa debajo de la silla. Dentro de la bolsa, el emperador encontró los genitales arrugados y ennegrecidos de Gang Bing. Profundamente impresionado, el emperador Yongle elevó a Gang Bing al rango de Gran Supervisor, el jefe eunuco, una posición políticamente poderosa dentro de palacio; le dio numerosos regalos, y lo proclamaría santo.

## Monumento
Después de la muerte de Gang Bing alrededor de 1411, el emperador Yongle hizo que su ex general y eunuco principal fuera deificado como el santo patrón de los eunucos. Además, el emperador asignó un terreno en las afueras de Pekín como cementerio para los eunucos de la corte y construyó un salón ancestral en honor de Gang Bing. En 1530, la sala ancestral se amplió y pasó a llamarse Sala Ancestral de los Exaltados Valientes y Leales (Huguo Baozhong Si), pero el templo se conocía popularmente como el "Templo del Eunuco". A principios del siglo XX, los eunucos todavía usaban la sala y los terrenos del templo contenían numerosos patios y salas. En 1950, después de la toma de posesión comunista de China, el Templo del Eunuco fue renombrado Cementerio Municipal Revolucionario de Pekín y en 1970 pasó a llamarse Cementerio Nacional Revolucionario de Babaoshan, el nombre que lleva hoy.